# Vito D'Amato
Vito D'Amato (Gallipoli, 27 luglio 1944) è un allenatore di calcio ed ex calciatore italiano, di ruolo attaccante.

## Carriera

### Giocatore

#### Club

Una formazione della Lazio del 1966-67, Vito D'Amato è il terzo in basso da sinistra.

Arriva a Roma da bambino al seguito del padre che opera come portiere in uno stabile nella zona di Porta Metronia.
Cresce calcisticamente nella Lazio, facendo tutta la trafila settore giovanile biancocelesti. L'allora allenatore Umberto Mannocci gli concede fiducia e lo lancia in prima squadra: debutta in Serie A, a vent'anni, il 20 dicembre 1964 allo stadio Marassi di Genova, in occasione dell'incontro Sampdoria-Lazio (0-0). Nel corso della stessa stagione 1964-1965 riesce a disputare 16 partite realizzando anche 3 gol.
Le due stagioni successive lo vedono titolare con un totale di 63 presenze ed un bottino di 10 gol. Uno dei momenti di massima gloria di Vito D'Amato è legato all'incontro del 10 ottobre 1965, quando con un suo gol la Lazio supera per 1-0 i cugini della Roma in un derby che vede i giallorossi come squadra ospitante.
Il 18 dicembre 1966 è ancora con un suo gol che i biancocelesti, allenati nella circostanza da Maino Neri, riescono a superare all'Olimpico, sempre per 1-0, la grande Inter del Mago Helenio Herrera.
La retrocessione della Lazio maturata al termine della stagione 1966-1967 spinge però il presidente Lenzini a cedere il gioiello biancoceleste proprio all'Inter. Gioca un anno con i nerazzurri con 13 presenze ed una rete, poi ritorna nella capitale, non con la Lazio, ma con la maglia della Roma, dove colleziona 19 presenze e due gol (entrambi nella vittoria esterna contro il Palermo) e vince l'unico trofeo della sua carriera, la Coppa Italia 1968-1969.
A venticinque anni va al Cesena in Serie B, poi a novembre al Verona dove rimane due stagioni prima di chiudere con il grande calcio nel Catania.  
Ha complessivamente totalizzato in carriera 144 presenze e 17 reti in Serie A e 40 presenze e 6 reti in Serie B.

#### Nazionale
Il 20 marzo 1966 viene schierato in Nazionale B ad Esch-sur-Alzette contro il Lussemburgo, in quella che rimane la sua unica esperienza azzurra.

### Allenatore
Ha intrapreso anche la carriera di allenatore, guidando la Lazio Calcio femminile.

## Palmarès

### Calciatore

#### Club
- Coppa Italia: 1

Roma: 1968-1969